# Don Polye

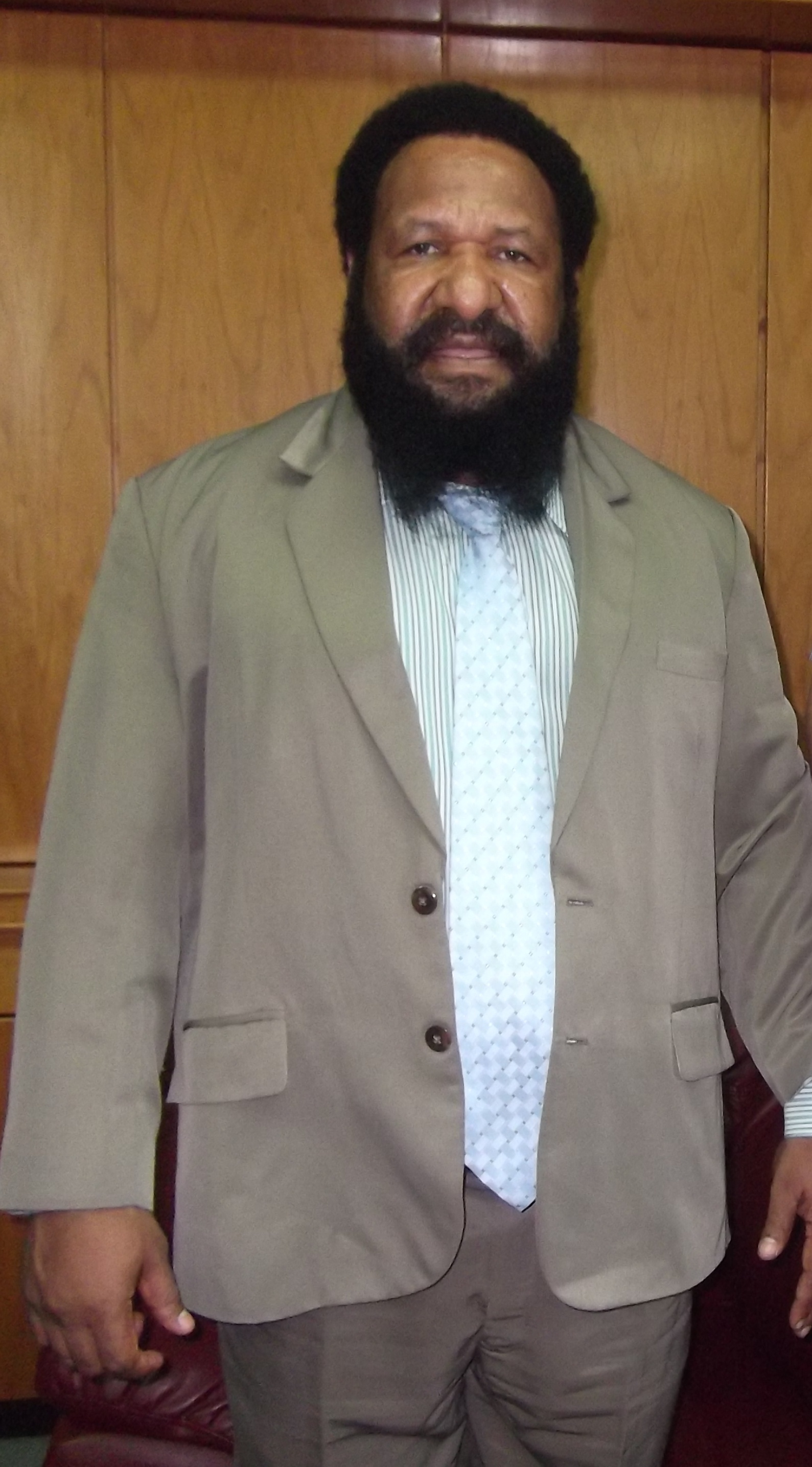
Don Polye

Don Pomb Polye (* 1. Februar 1967) ist ein papua-neuguineischer Politiker.

## Ausbildung und Arbeit
Polye besuchte die Grund- und die Mittelschule in Mount Hagen sowie die Oberschule in Wewak. Von 1987 bis 1990 studierte er Bauingenieurwesen an der Technischen Hochschule in Lae (Abschluss: Bachelor), von 2004 bis 2007 Management an der Southern Cross University im australischen Lismore (Abschluss: Master of Business Administration).
Von 1991 bis 1994 und erneut 1997 arbeitete Polye als Ingenieur für das Ministerium für öffentliche Arbeiten. Von 1994 bis 1996 war er beim Bau der Kupfererz-Pipeline Tabubil–Kiunga für das private Tiefbauunternehmen Starwest Constructions tätig. 1998 bis 2001 arbeitete er als privater Berater.

## Partei
Don Polye war Mitglied der National Alliance Party und zeitweise deren stellvertretender Vorsitzender. 2012 gründete er die Triumph Heritage Empowerment Party, deren Vorsitzender er seitdem ist.

## Abgeordneter
Seit 2002 ist Polye für den Wahlkreis Kandep in der Provinz Enga Mitglied im Parlament von Papua-Neuguinea.
Im Juni 2007 fielen Schüsse, als Polye auf einer politischen Veranstaltung in seinem Wahlkreis auftrat. Ein Gegenkandidat für seinen Sitz wurde später wegen versuchten Mordes angeklagt.
Polye wurde am 14. August 2009 erneut Mitglied des Parlaments, musste aber den Sitz aufgeben, als der National Court festgestellte, dass sein Sieg bei den Wahlen von 2007 ungültig war. Die Entscheidung des Richters enthielt die Begründung, dass es schwierig sei, zu glauben, dass in einige Wahllokalen 100 % der Wähler für Polye gestimmt hätten. Die Nachwahl für den Sitz fand am 9. November 2009 statt, und Polye kandidierte erneut. Er konnte seinen Sitz wiedergewinnen.

## Öffentliche Ämter
Unter Premierminister Michael Somare war Polye von 2002 bis 2010 Verkehrsminister. Von 2005 bis 2006 war er zusätzlich Minister für Bildung und Forschung. Von 2006 bis 2007 war er stellvertretender Premierminister. Im Juli 2010 ersetzte er Puka Temu als stellvertretenden Premierminister, nachdem dieser erfolglos versucht hatte, Somare durch einen Misstrauensantrag zu stürzen. Polye selbst verlor sein Amt als stellvertretender Premierminister am 7. Dezember 2010 bei einer improvisierten Kabinettsumbildung, die laut ABC News Australien unter „außergewöhnlichen Umständen“ durchgeführt wurde. Von Dezember 2010 bis Juni 2011 war er Außenminister unter Michael Somare.
Im August 2011 wurde Polye Finanzminister in der Regierung von Peter O’Neill.
Don Polye ist Siebenten-Tags-Adventist und verheiratet.